# جون ميلتون بلات
جون ميلتون بلات هو سياسي كندي، ولد في 18 أبريل 1840، وتوفي في 27 سبتمبر 1919. حزبياً، نشط في الحزب الليبرالي الكندي. وقد انتخب عضو مجلس العموم الكندي.